# Dungeon Defenders
Dungeon Defenders est un jeu vidéo multijoueur (qui n'est plus en ligne, les serveurs de GameSpy ne sont plus en cours d'exécution) développé par Trendy Entertainment qui combine les genres de tower defense et RPG d'action. Il est basé sur une vitrine de l'Unreal Engine nommé Dungeon Defense. Le jeu prend place dans un environnement de fantasy où les joueurs contrôlent des jeunes apprentis magiciens et des guerriers en devant se défendre contre des hordes de monstres. Dungeon Defenders a été annoncé le 25 août 2010, et a été sorti sur Xbox Live Arcade, PlayStation Network et PC. Le support du Playstation Move existe depuis le 18 octobre 2011, date à laquelle le jeu a rejoint le PlayStation Network. Mark Rein de Epic Games a déclaré qu'il y aura de la cross plateforme entre la PlayStation 3 et la PlayStation Vita. Néanmoins la version sur Playstation Vita sera annulé en juin 2012 par les développeurs sur leur forum. Le jeu est sorti le 19 octobre 2011, par l'intermédiaire de Steam.
Dungeon Defenders a été vendu à plus de 250 000 exemplaires dans les deux premières semaines suivant sa sortie et plus de 600 000 exemplaires à la fin de 2011. En février 2012, l'éditeur du jeu a rapporté plus d'un million de ventes à travers le Xbox Live, PlayStation Network et Steam.

## Système de jeu
Dungeon Defenders est un mélange de tower defense, RPG, et de high fantasy/action/aventure où un à quatre joueurs doivent travailler ensemble pour protéger un ou plusieurs Cristaux d'Éternia menaçant d'être détruits par les vagues d'ennemis qui comprennent des gobelins, des orques, des kobolds, des ogres et des wyvernes. Le jeu propose un certain nombre de niveaux, composée d'environ un total de cinq vagues, grâce à son mode campagne, ou à d'autres niveaux dans le cadre de défis; certains de ces niveaux disposent d'une dernière vague qui comprend un combat de boss contre un unique adversaire. Le personnage du joueur doit défendre les cristaux soit en créant magiquement, en maintenant et en mettant à niveau des tours ou d'autres éléments défensifs qui blessent et détournent les monstres ennemis, ou en utilisant des attaques de mêlée et de distance pour vaincre les ennemis. Sur la plus facile des difficultés, les joueurs ont une période de temps indéfinie avant une vague pour étudier la carte du niveau pour voir d'où les monstres viennent ainsi que leur type et leur nombre, pour placer des pièges et des mécanismes de défense, et pour gérer l'équipement de leur personnage. Les pièges et les défenses sont limités par le montant de mana que le personnage possède - plus de mana peut être obtenu en battant des monstres ou en ouvrant des coffres qui apparaissent entre les vagues - ainsi que d'un total de "points de défense" pour le niveau, limitant le nombre de pièges qui peuvent être placés. Les personnages peuvent être endommagés par les attaques de l'ennemi, et peuvent être tués dans la bataille, mais réapparaissent après quelques secondes, à moins que le mode hardcore ne soit sélectionné. Si un Cristal d'Éternia a pris trop de dégâts, il sera détruit et les joueurs vont perdre ce niveau. Défendre avec succès une vague fait gagner des points d'expérience aux personnages en fonction de la difficulté, plus des bonus supplémentaires, en empêchant tout dommage sur les cristaux, en évitant tout dommage à votre personnage, ou en utilisant uniquement des armes pour tuer des monstres. En réussissant à finir avec succès toutes les vagues d'un niveau les joueurs remporteront une grande quantité de mana en banque, emmagasiné dans un élément du décor de chaque niveau appelée "la forge". En mourant, les monstres déposeront aussi des éléments qui peuvent être vendus pour encaisser plus de mana ou équiper un personnage.
La difficulté du niveau est défini par le joueur qui héberge la partie après le choix du niveau. La force, le nombre et les types de monstres sont influencés par cette sélection et par le nombre de joueurs dans la partie; ainsi que la qualité de l'équipement qui peut être générée comme récompense. Ce joueur a des options supplémentaires, comme la suppression de la période d'attente infinie entre les vagues, obligeant les joueurs à se préparer pour la prochaine vague avec un compte à rebours. Pour les niveaux de la campagne, les joueurs doivent finir chaque niveau avant de déverrouiller le prochain, mais peuvent retourner aux niveaux antérieurs afin d'essayer d'améliorer leur performance, pour essayer un niveau plus élevé de difficulté, ou tout simplement pour essayer d'obtenir de meilleures récompenses.
Les personnages sont persistants pour un joueur. Le joueur peut gérer n'importe quel nombre de personnages, cependant les personnages sont séparés entre les serveurs classés de Trendy et les parties non-classées. Les personnages sont sélectionnés à partir des classes de personnages disponible: Mage, Chevalier, Moine et Dryade. Ces quatre font partie de la distribution initiale du jeu, alors que d'autres classes ont été ajoutées sous la forme de contenu téléchargeable dans la version Microsoft Windows. Chaque classe dispose d'un ensemble unique de pièges ou de défenses, un ensemble spécifique d'armes qu'ils peuvent équiper, et deux capacités spéciales qu'ils peuvent utiliser en combat. Comme les personnages gagnent des niveaux avec de l'expérience, le joueur peut attribuer des points parmi un éventail de caractéristiques affectant la nature des pièges ou des défenses qu'ils possèdent. Des bonus supplémentaires à ces caractéristiques peuvent provenir de l'équipement du personnage. De nouveaux équipements peuvent être achetés à l'aide de mana en banque, soit dans le magasin du jeu ou dans des enchères d'autres joueurs, récupérés en tuant des monstres, ou recueillis en guise de récompense après avoir vaincu les vagues d'ennemis. Le mana en banque peut être consacré à l'amélioration de l'équipement, permettant au joueur d'améliorer les bonus que l'équipement fournit aux personnages. Le joueur maintient des inventaires distincts d'équipement entre les serveurs classés et le non classés, mais cet inventaire sera commun à tous les personnages du joueur dans ce mode.

## Accueil
Dungeon Defenders a reçu, en général, des notes favorables. Sur le site Metacritic qui collecte de nombreuses notes, le jeu atteint respectivement le score de 81, 80 et 77 sur 100 pour PC, PS3 et Xbox 360,,.

## Dungeon Defenders: First/Second Wave
First Wave est la version mobile de Dungeon Defenders, et a été l'un des premiers jeux disponibles pour iOS et disponible sur Android utilisant l'Unreal Engine 3, avec un récent patch permettant de la cross plateforme de jeu multijoueur entre les deux systèmes d'exploitation mobiles via GameSpy.
Second Wave a été une version mobile de Dungeon Defenders. Il est gratuit sur le Google Play, mais payant sur l'App Store. Il possédait une nouvelle version du menu et une amélioration des contrôles.
Depuis décembre 2012, il n'est plus disponible sur le Google Play.

## Dungeon Defenders Eternity
Dungeon Defenders Eternity a été publié le 22 juillet 2014. Il a rééquilibré les héros et les ennemis de Dungeon Defenders et repensé le système de butin du jeu original. Il comprend une première version de Playverse, le serveur de système conçu pour Dungeon Defenders 2 pour améliorer le cross-plateforme et pour décourager le piratage. Le jeu a reçu principalement des critiques négatives à partir de clients de Steam en raison de l'absence d'une partie du jeu en solo et l'intégration des micro-transactions dès le premier jour de la publication.

## Suite
Dungeon Defenders II a été annoncé, sur PC et comme une exclusivité console PlayStation 4, avant la convention PAX East 2013, comme allant être jouable là-bas et annonçant le début de la version bêta. La suite repose sur le même gameplay mais propose une liste de 24 personnages au lancement et les types de tours sont plus variés. Le jeu est également free-to-play avec des micro-transactions pour déverrouiller certains héros qui sont par ailleurs déblocables en jouant.

## Exploitation du principe dans d'autres jeux vidéo
Terraria a enrichi son système de combat à l'aide d'un PNJ, le Tavernier, qui permet de recourir à un arsenal défensif directement inspiré de celui de Dungeon Defenders. Pour obtenir la capacité de déployer des pièges de type balistes ou tourelles magiques, le joueur doit déclencher un système de vagues d'ennemis. Un timer similaire à celui décrit ci-dessus dans la section multijoueurs se déclenche quand le joueur construit et installe un Cristal d'Éternia. Il ne peut pas être disposé n'importe comment et les extrémités du champ où se téléportent les ennemis doivent être considérées comme acceptables, c'est-à-dire planes et sans accidents du terrain qui avantageraient trop une défense qui empêcherait les assaillants d'atteindre le cristal. L’événement associé à Dungeon Defenders est appelé « l’Armée de l’Ancien ». D'une manière générale Terraria reprend ce principe d'ennemis apparaissant sans relâche lors d'autres phases du jeu, comme les attaques de pirates, les monstres apparaissant avec la Lune Citrouille, les bonhommes de neige gangsta de la Légion du Givre, etc. La référence à Dungeon Defenders est toutefois clairement plus assumée lors des passages où il faut protéger le Cristal d'Éternia, puisque des caractéristiques comme l'indicateur du nombre d'ennemis, leurs archétypes (dragons, orques, gobelins, ogres) ou les améliorations disponibles des lignes de défense en fonction du nombre de cristaux accumulés sont rigoureusement les mêmes que celles du jeu original. À noter que les différents systèmes de défense ne sont pas dégradés par les attaques des monstres de l’Armée de l’Ancien, seul le personnage du joueur et le Cristal d’Éternia peuvent être endommagés et détruits. On notera également que le PNJ du Tavernier est inspiré du lieu hors donjon où les personnages de Dungeon Defenders peuvent échanger leurs ressources entre les séries de vagues.